# Tachypleus gigas
Espèce
Statut de conservation UICN

 DD  : Données insuffisantes
île de Bornéo

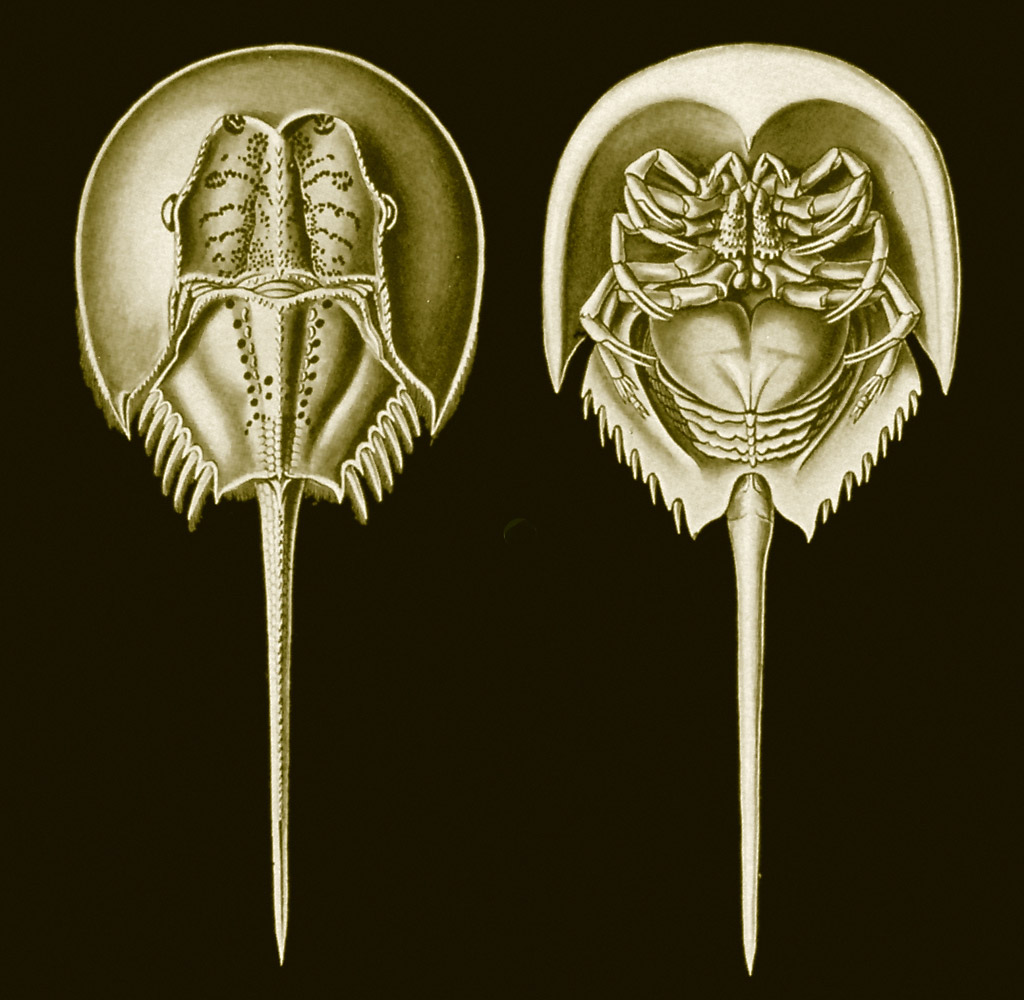
Tachypleus gigas dessiné par Ernst Haeckel

Tachypleus gigas est une des quatre espèces connues de limule. On peut la trouver au Japon, dans l'océan pacifique...

## Les autres espèces delimule
La famille des Limulidae est représentée aujourd'hui par quatre espèces:
- Limulus polyphemus se répartit le long de la côte Est de l'Amérique du Nord et de l'Amérique centrale
- Tachypleus gigas (Japon)
- Tachypleus tridentatus (Philippines)
- Carcinoscorpius rotundicauda (Indonésie et Asie du Sud-Est)

Les quatre espèces sont similaires du point de vue de l'écologie, de la morphologie et de la sérologie.

## Galerie de photographies

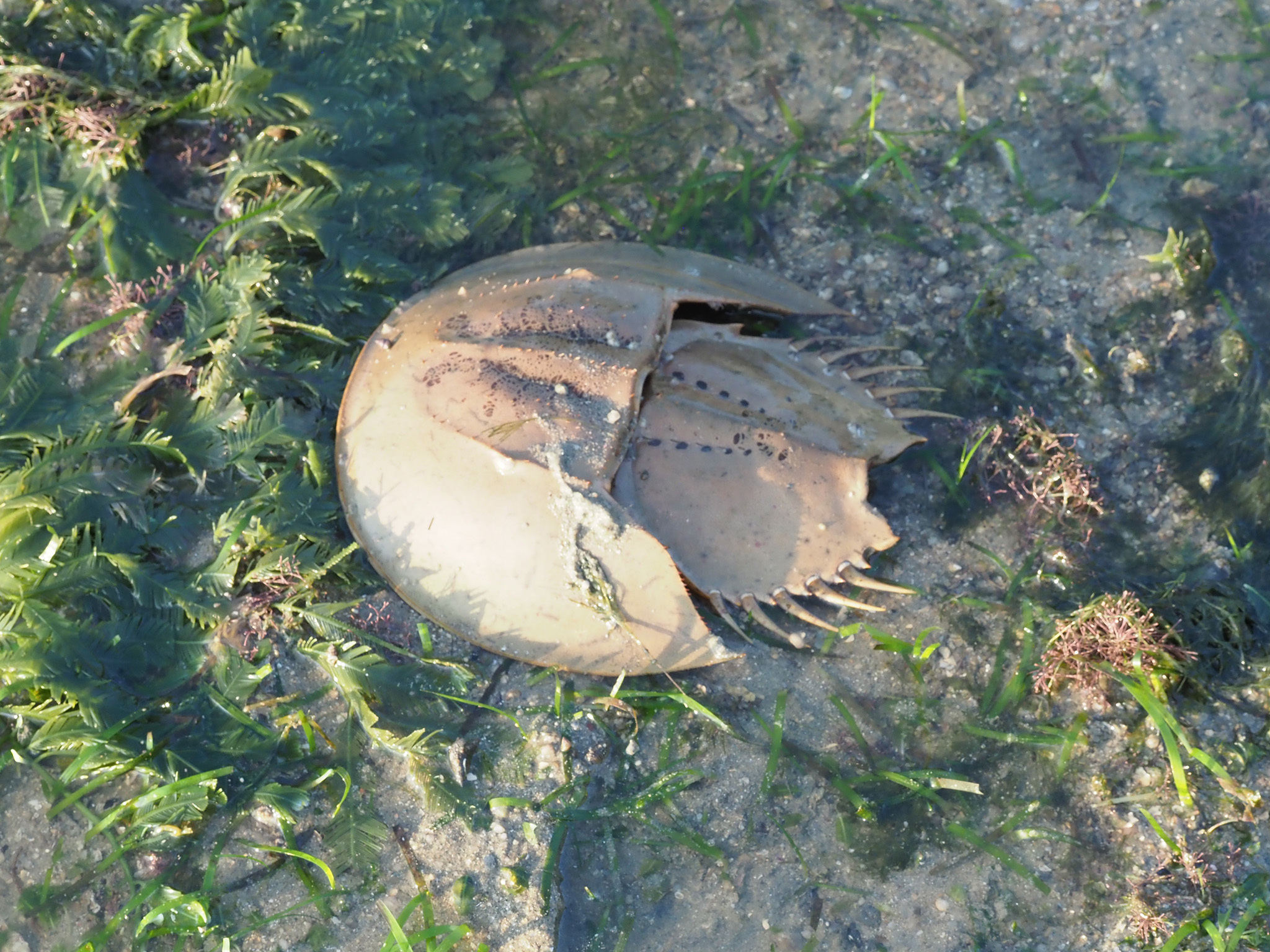
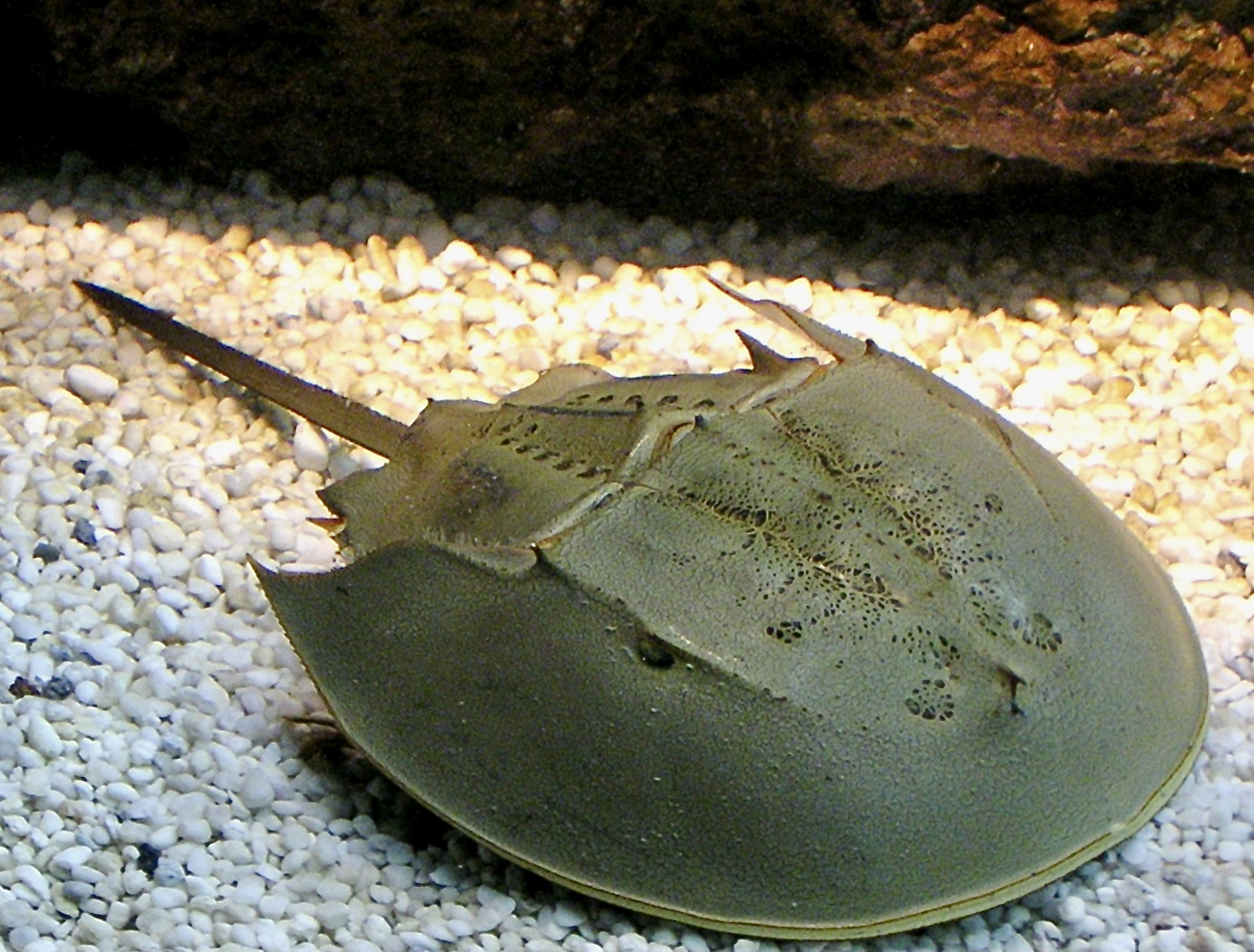
Tachypleus gigas, aquarium Sea Life Bangkok Ocean World, Bangkok, Thaïlande
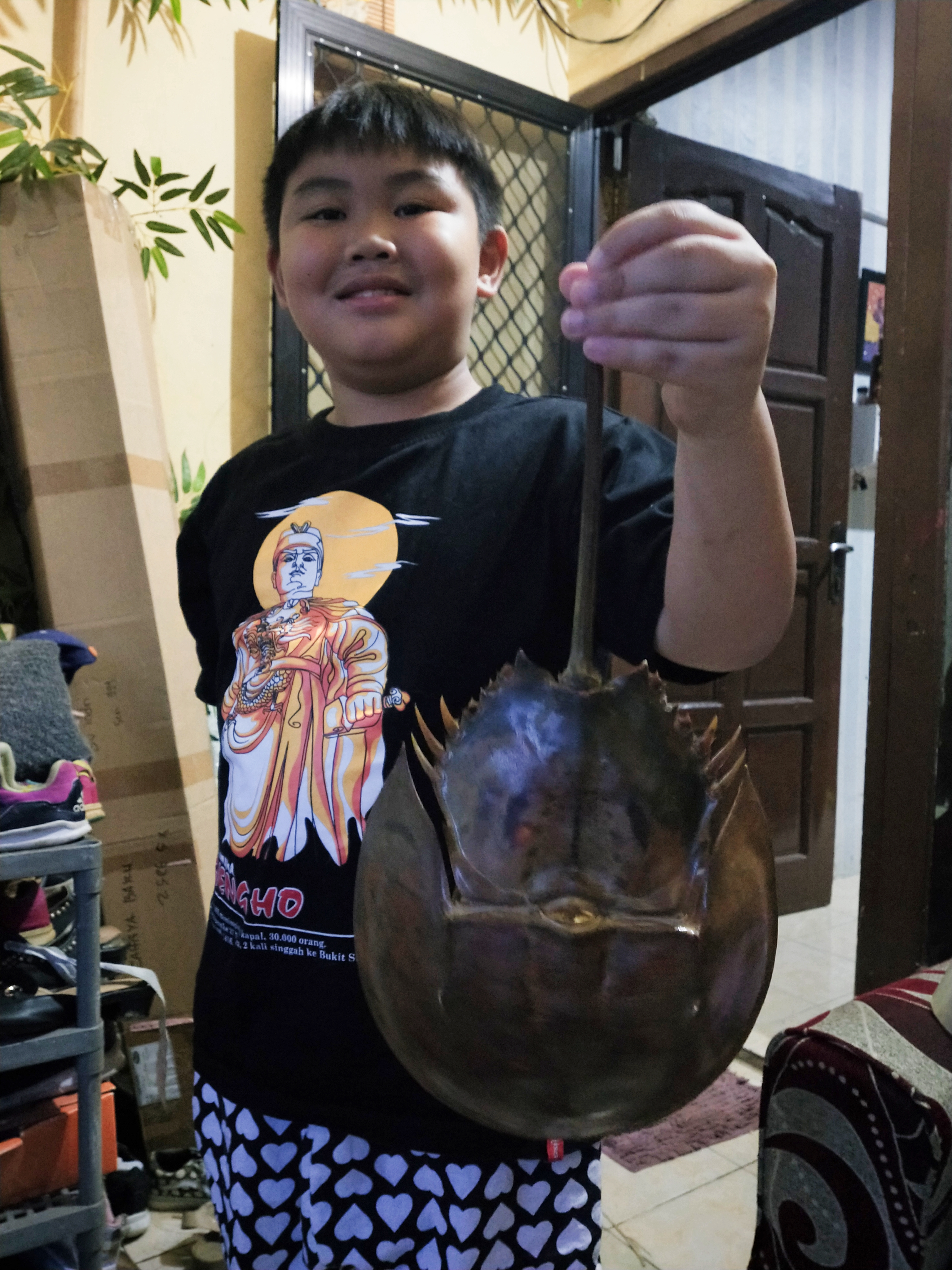
En Indonésie
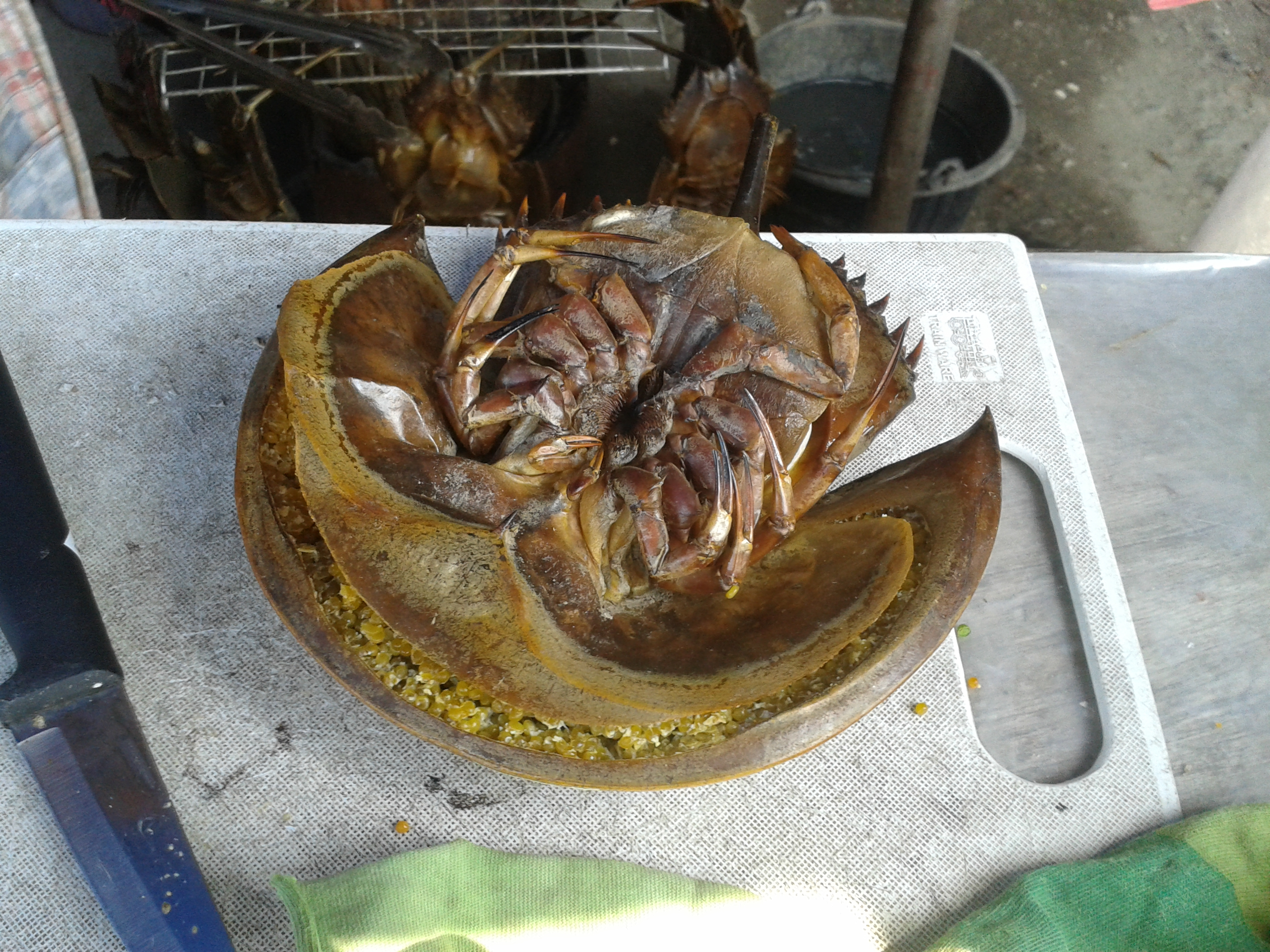
Grillée à Ko Samui, Thaïlande
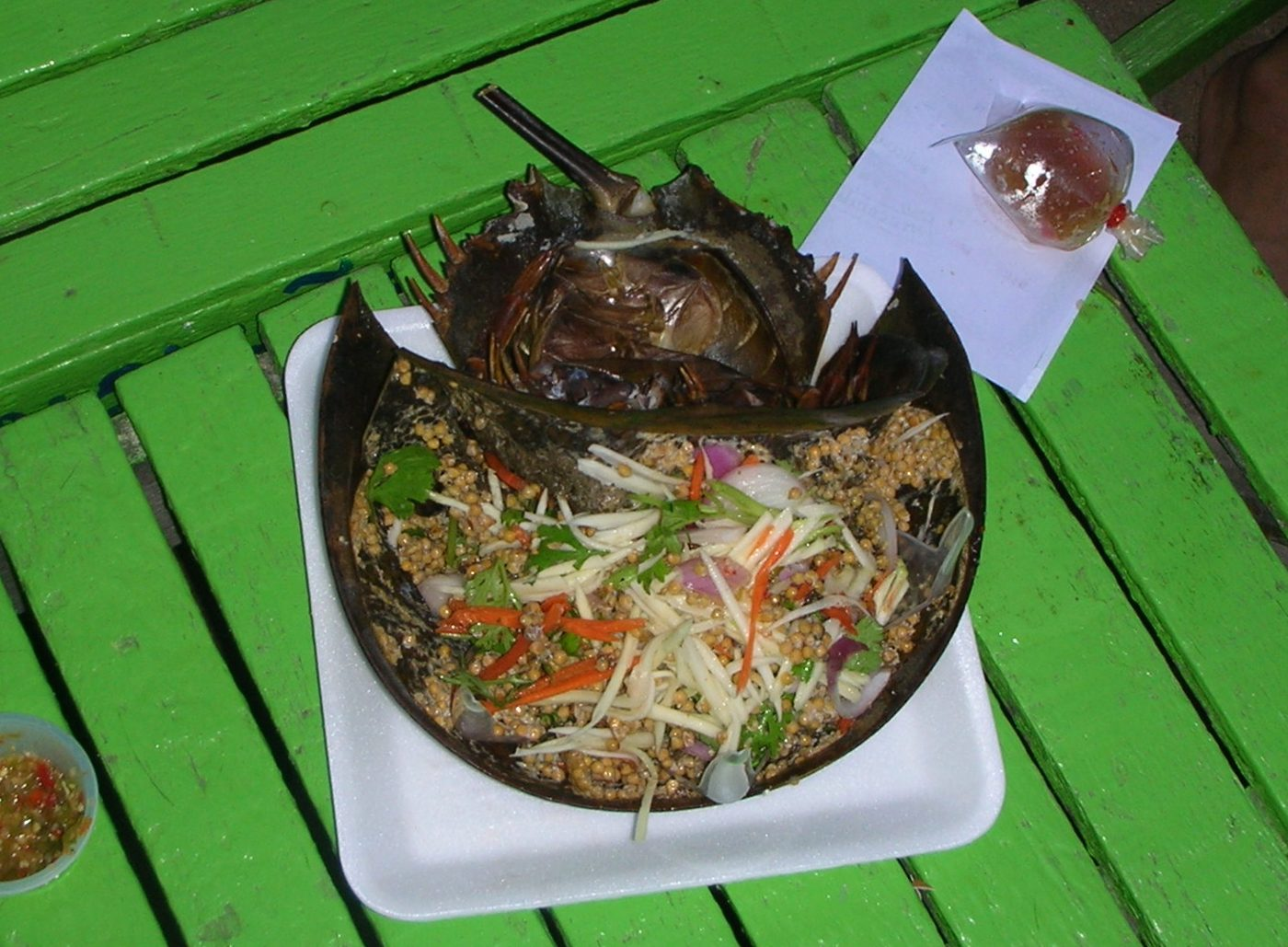
En salade à Cha-am, Thaïlande
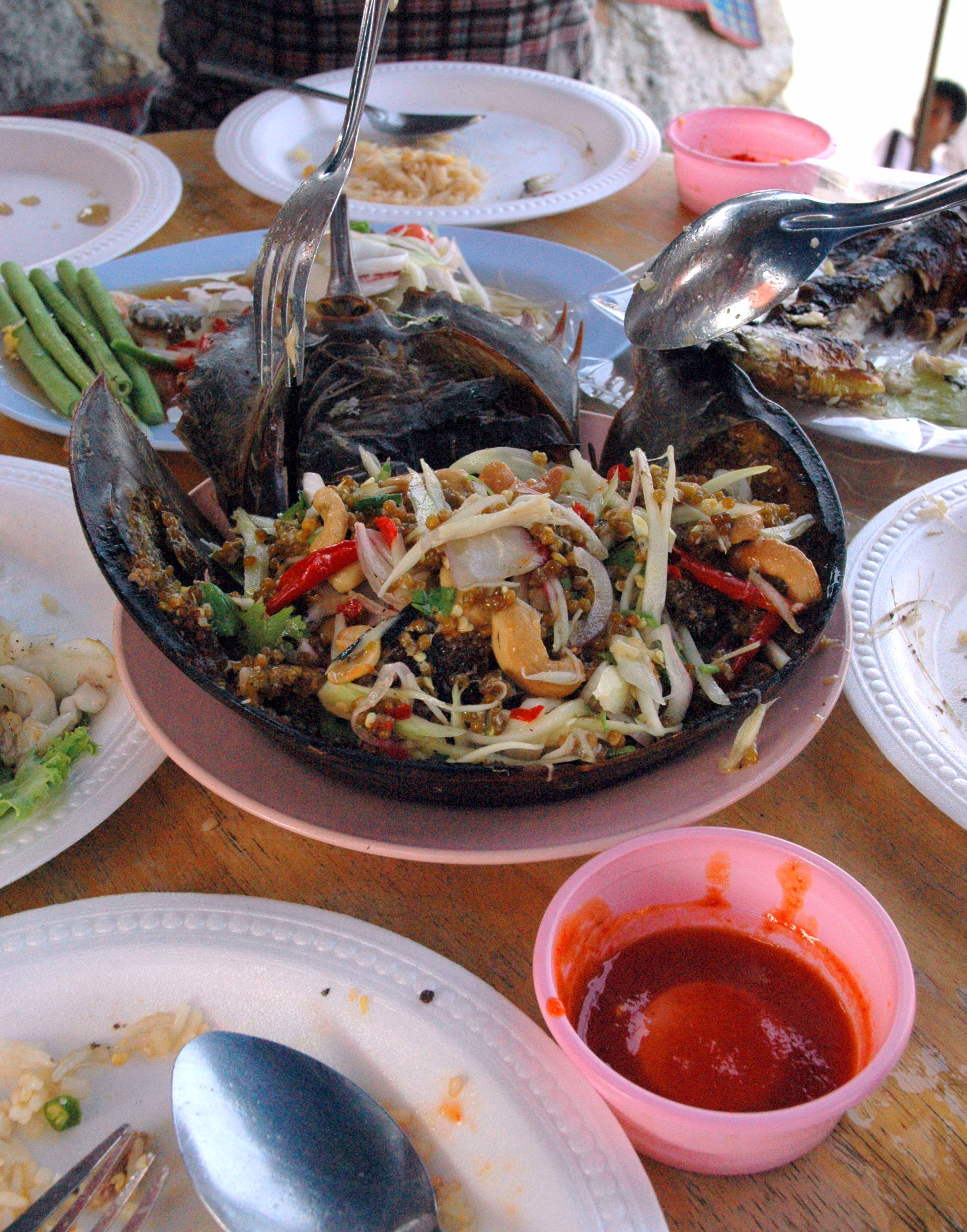
Cuisinée avec de la sauce sriracha, Thaïlande